# Спанакопіта
Спанакопіта, пиріг зі шпинату (грец. σπανακόπιτα; від σπανάκι (spanáki) — шпинат, та πίτα (píta) — пиріг) — грецька солона випічка.
Традиційна начинка містить різаний шпинат, фету, сир, цибулю або зелену цибулю, яйця та приправи. Начинка загорнута або перекладена у тісто філо (filo) з вершковим маслом або оливковою олією, і випікається у великій формі, з котрої відрізають окремі порції, або скручується в окремі порційні трикутнички. Хоча загально відомий рецепт з тістом філо, у багатьох рецептах з грецьких островів хрустке тісто виготовляється з борошна та води у формі як кальцоне. Тісто після випікання набуває золотого кольору, колір часто посилюється за допомогою масла та жовтку. Інші білі, свіжі, бажано солоні сири можуть змішуватись або замінювати сир фета.
Може подаватись гарячою прямо з печі або охолодженою до кімнатної температури. Існує «пісна», або веганська, версія спанакопіти, яку їдять під час Великого посту або інших релігійних постів, і містить шпинат, цибулю або зелену цибулю, інші зелені трави, як то кріп, петрушку або селеру, оливкову олію та трохи пшеничного борошна, але без яєць та молочних продуктів; суміш випікається у печі до хрусту. Не традиційна веганська версія можлива з тофу замість сира фета.
У сільських районах Греції, використовується невелика кількість шпинату, замість нього додають цибулю пору, мангольд або щавель. 
Спанакопіта є у багатьох грецьких кулінарних книжках та представлена у меню багатьох ресторанів та готелів у Греції та у світі. Випічка схожа на торта паскуаліна (італ. torta pasqualina), традиційна страва з італійського регіону Лігурія, дуже поширена у Аргентині та Уругваї, і схожа на pita zeljanica (іноді вважається різновидом буреку) популярного у Сербії та Боснії. Існує схожа страва у Гібралтарі де сир фета замінений на чеддер або едам.
Може також виготовлятись з листкового тіста.